# Ansitz Scharfett
Der Ansitz Scharfett liegt in der Gemeinde Flachau und stammt aus dem 12. Jahrhundert. Es wird angenommen, dass der "Turm" zusammen mit dem Schloss Höch und dem Ansitz Thurnhof eine Talsperre bildete. Beim Hof Graben befand sich ebenfalls ein Turm, dessen Ruinen aber abgekommen sind. Vermutlich diente die Befestigung als Vorkehrung gegen die Goldegger. 

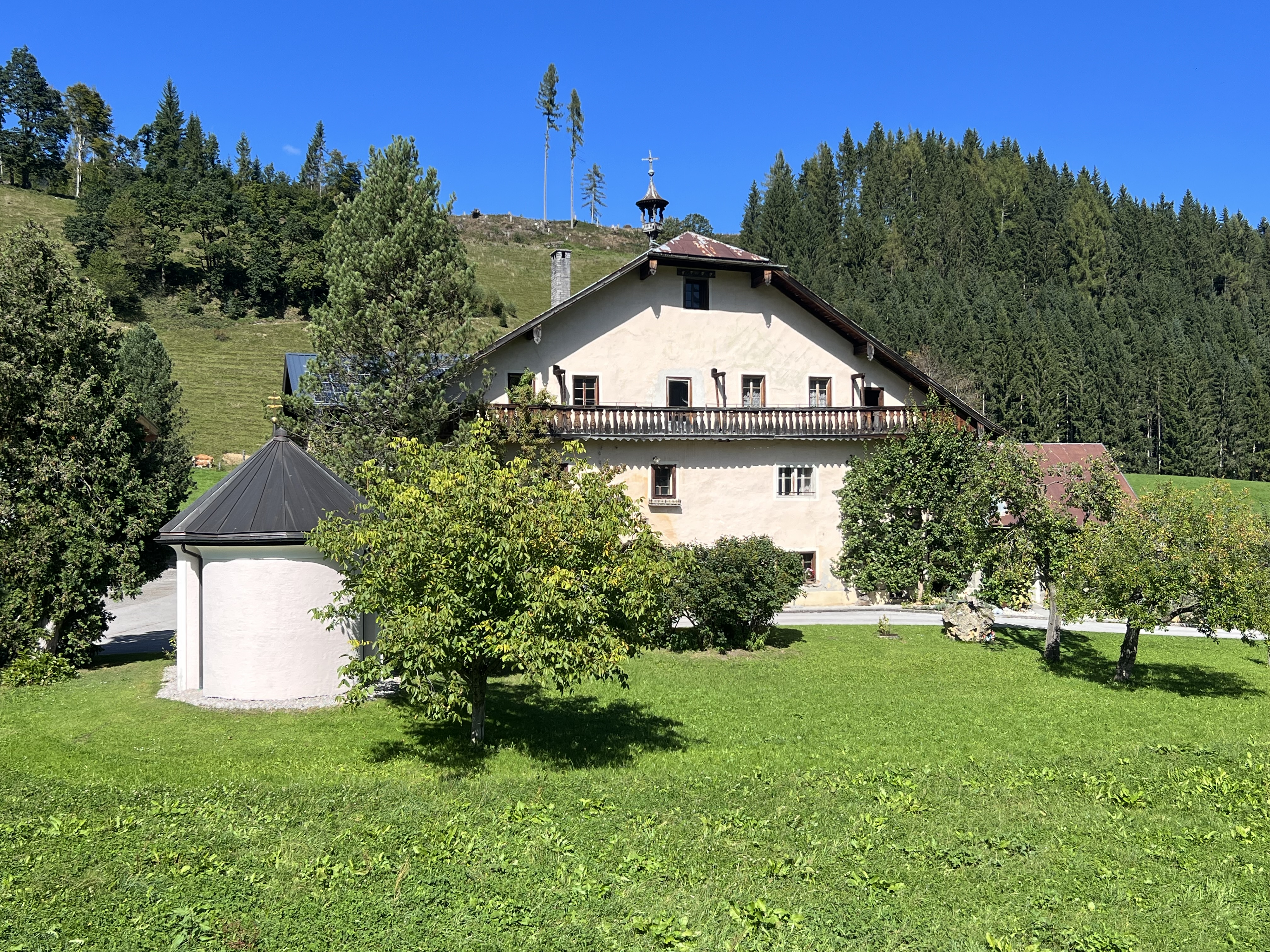
Ansitz Scharfett